# Brezovský potok (přítok Myjavy)
Brezovský potok je vodní tok na západním Slovensku, na Myjavských Kopanicích, protéká územím okresů Myjava a Senica. Je to významný levostranný přítok Myjavy s délkou 20 km, je vodním tokem IV. řádu. Někdy se označuje jako Brezovka.

## Pramen
Pramení v Myjavské pahorkatině, na území obce Polianka, severně od kóty 427,0 m v nadmořské výšce přibližně 420 m n. m.

## Popis toku
Od pramene teče zpočátku na krátkém úseku na jihozápad, pak na západ přes kopanice obce Polianka, vytváří oblouk prohnutý na sever a na krátkém úseku teče na jihozápad. Po soutoku s přítokem zpod kóty 444,8 m se stáčí severojižním, potom jihojihozápadním směrem a protéká Hurbanovou dolinou. Protéká kopaničářskou oblastí města Brezová pod Bradlom, zleva přibírá Priepasnianský potok a před městem Brezová pod Bradlom i Žriedlovský potok z pravé strany. Severojižním směrem dále teče přes město, zleva přibírá Bystrinu, obloukem se stáčí na západ, přičemž obtéká masiv Ostrieža (370,0 m n. m.) na pravém břehu. Po přibrání pravostranného Štverníku pokračuje jihojihozápadním směrem až do obce Hradište pod Vrátnom. Dále teče západojihozápadním směrem a před obcí Osuské se definitivně stáčí na západ a pokračuje k ústí.

## Geomorfologické celky
- Myjavská pahorkatina
- Malé Karpaty, podcelek Brezovské Karpaty (na středním toku převážně na levém břehu)
- Borská nížina, podcelek Podmalokarpatská sníženina (krátký úsek na levém břehu)
- Chvojnická pahorkatina, podcelek Senická pahorkatina (krátký úsek v oblasti ústí)

## Přítoky
- pravostranné: přítok (352,8 m n. m.) pramenící východoseverovýchodně od kóty 444,8 m, přítok od osady Cigánkovci, přítok od osady Kravárikovci, Žriedlovský potok (263,3 m n. m.), přítok z lokality Tehlárová, Štverník, přítok od samoty Macalka
- levostranné: přítok pramenící severoseverovýchodně od kóty 452,4 m, krátký přítok z osady Vaškovci, přítok z osady Držkovci, Priepasnianský potok, přítok ze severozápadního svahu Bradla (543,1 m n. m.), Bystrina, přítok ze severovýchodního svahu Bzové (425,6 m n. m.)

## Ústí
Do Myjavy ústí mezi obcemi Osuské a Jablonica v nadmořské výšce přibližně 206,5 m n. m.

## Obce
- Polianka
- Brezová pod Bradlom
- Hradište pod Vrátnom
- Osuské (neprotéká intravilán obce)
- Jablonica (protéká jen na krátkém úseku v severní části katastrálního území obce)